# Scaphospermum asiaticum
Scaphospermum asiaticum är en flockblommig växtart som beskrevs av Jevgenij Korovin. Scaphospermum asiaticum ingår i släktet Scaphospermum och familjen flockblommiga växter. Inga underarter finns listade i Catalogue of Life.